# Франсуа Берлеан
Франсуа́ Берлеа́н (фр. François Berléand, нар. 22 квітня 1952, Париж) — французький актор, який здобув популярність виконанням ролей другого плану у багатьох фільмах відомих французьких режисерів. Лауреат премії «Сезар» 2000 року за найкращу чоловічу роль другого плану.

## Біографія
Франсуа Берлеан народився у Парижі, в сім'ї француженки та емігранта з СРСР, вірменина за національністю, який займався імпортом до Франції американських технічних новинок. Закінчивши акторські курси Тані Балашової, Берлеан дебютував у фільмі Алена Кавальє «Мартін і Леа» (1979).
У 1980-х роках він виконав безліч ролей другого плану у багатьох відомих режисерів французького кіно: Луї Маля («До побачення, діти», «Мілу у травні»), Бруно Нюйттена («Камілла Клодель»), Бертрана Таверньє («Приманка», «Капітан Конан»), Жака Одіара («Нікому не відомий герой»), Бенуа Жако («Сьоме небо», «Школа плоті»), Катрін Брейя («Романс X»), Клода Беррі («Стан паніки»), Ніколь Гарсія («Вандомська площа»).
Велике значення для кар'єри Франсуа Берлеана мала зустріч з режисером П'єром Жоліве. Результатом співпраці актора і режисера стали такі фільми, як «Суто особиста справа» (1985), «Фред» (1997), «У саме серце» (1998), «Брат воїна» (2002), «Ох вже ці доньки» (2003), «А раптом це любов»? (2007) та інші. За роль у комедії Жоліве «Мій маленький бізнес» (1999) Франсуа Берлеан отримав премію «Сезар» як найкращий актор другого плану.

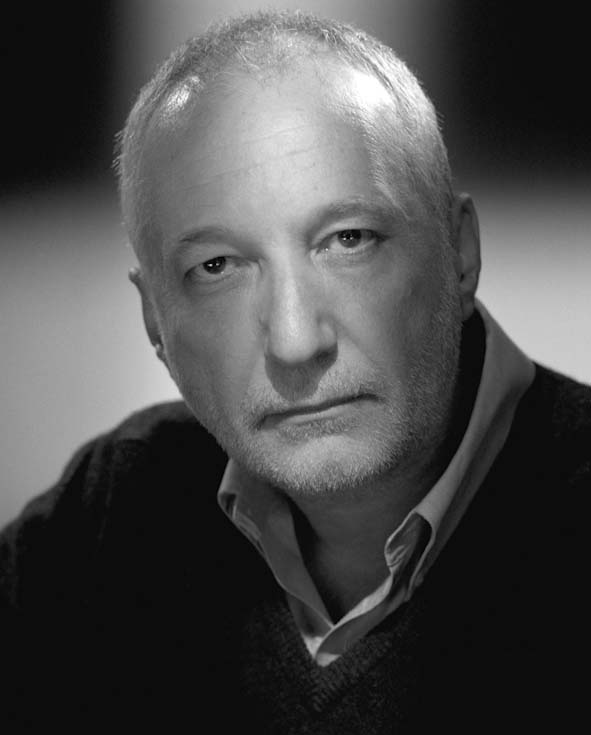
Франсуа Берлеан. Фото 2006

Починаючи з 2000-х Франсуа Берлеан частіше знімається у комерційному кіно, де грає мерзотників і скигліїв, додаючи до образів своїх героїв значну долю гумору. У 2000 році він зіграв підлого й жадібного майора Лефевра у пригодницькому фільмі «Принц перлинного острова» режисера Алена Корно, у 2004-му — пожадливого директора притулку в касовій музичній драмі «Хористи» (реж. Крістоф Барратьє), за що його знову було номіновано на «Сезара» як найкращого актора другого плану.
У 2002 та у 2006 роках Франсуа Берлеан знявся у двох стрічках Гійома Кане: в комедійному трилері «Як скажеш» (номінація на «Сезар» в категорії «Найкращий актор») та у кримінальній драмі «Не кажи нікому». Знявся також у двох фільмах Клода Шаброля: «Комедія влади» (2006) та «Одна дівчина на двох» (2007).
Серед відомих ролей Берлеана — роль інспектора Тарконі у франко-американських кримінальних бойовиках «Перевізник» (2002), «Перевізник 2» (2005) та Перевізник 3. Цю ж роль актор зіграв в однойменному французькому серіалі Люка Бессона (2012—2014).
Франсуа Берлеан автор автобіографічного роману під назвою «Син людини-невидимки» (фр. Le Fils de l'Homme invisible, 2006) в якому він розповідає про своє непросте дитинство.

## Франсуа Берлеан і Україна
У 2008 році Франсуа Берлеан знявся у фільмі Перевізник 3, основні події якого відбуваються в Україні.

## Фільмографія (вибіркова)
| Рік  | Назва                                 | Оригінальна назва                  | Роль                                                   | Примітки   |
| ---- | ------------------------------------- | ---------------------------------- | ------------------------------------------------------ | ---------- |
| 2020 | Школа хороших дружин                  | La bonne épouse                    |                                                        |            |
| 2018 | Від сім'ї не втечеш                   | La ch'tite famille                 | батько Констанси                                       |            |
| 2015 | Серед друзів                          | Entre amis                         | Філіп                                                  |            |
| 2015 | Антиквар                              | L'antiquaire                       | Сімон                                                  |            |
| 2012 | Мрець, що говорить                    | Dead Man Talking                   | Карл Равен                                             |            |
| 2012 | Перевізник                            | Transporter: The Series            | інспектор Тарконі                                      | телесеріал |
| 2012 | Інше життя жінки                      | La vie d'une autre                 | метр Волін                                             |            |
| 2012 | Кохання з перешкодами                 | Un bonheur n'arrive jamais seul    | Ален Поше                                              |            |
| 2011 | Татусі 2                              | Un jour mon père viendra           | Бернар Блеу                                            |            |
| 2009 | Свистун                               | Le siffleur                        | Арман / Моріс Тейлар                                   |            |
| 2009 | Концерт                               | Le Concert                         | Олів'є Морн Дюплессі                                   |            |
| 2008 | Перевізник 3                          | Transporter 3                      | інспектор Тарконі                                      |            |
| 2008 | Крутий татусь (15 з половиною років)  | 15 ans et demi                     | Альберт Ейнштейн                                       |            |
| 2008 | Пропащі шахраї                        | Ca$h                               | Франсуа                                                |            |
| 2007 | Одна дівчина на двох                  | La fille coupée en deux            | Шарль Дені                                             |            |
| 2007 | А раптом це кохання?                  | Je crois que je l'aime             | Ролан Крістін                                          |            |
| 2007 | Справжні вихідні                      | Pur week-end                       | командувач Папа                                        |            |
| 2007 | Крихкі                                | Fragile(s)                         | Поль                                                   |            |
| 2006 | Не кажи нікому                        | Ne le dis à personne               | Ерік Левкович                                          |            |
| 2006 | Літній пасажир                        | Le Passager de l'été               | Франсуа Берлеан                                        |            |
| 2006 | Комедія влади                         | L'Ivresse du pouvoir               | Мішель Гумо                                            |            |
| 2005 | V.I.P. — квартал                      | Quartier V.I.P.                    | Бетран Фуссак                                          |            |
| 2005 | Еді                                   | Edy                                | Еді Саовесі                                            |            |
| 2005 | Перевізник 2                          | Transporteur 2                     | інспектор Тарконі                                      |            |
| 2005 | Найкращий день у моєму житті          | Le Plus Beau Jour de ma vie        | Валентін                                               |            |
| 2004 | Я так довго чекав тебе                | Une vie a t'attendre               | Сімон                                                  |            |
| 2004 | Невдоволені сестри                    | Les sœurs fâchées                  | П'єр Демоті                                            |            |
| 2004 | Велика роль                           | Le Grand Rôle                      | Бенні Шварц                                            |            |
| 2004 | Глюк                                  | Narco                              | Гай Беннет                                             |            |
| 2004 | Інкасатор                             | Le Convoyeur                       | Бернар                                                 |            |
| 2004 | Хористи                               | Les Choristes                      | директор закритої школи-інтернату для важких підлітків |            |
| 2003 | Ох вже ці доньки!                     | Filles uniques                     | Мермо                                                  |            |
| 2002 | Як скажеш                             | Mon idole                          | Жан-Луї Брусталь                                       |            |
| 2002 | Брат воїна                            | Le Frère du guerrier               | кюре                                                   |            |
| 2002 | Суперник                              | L'Adversaire                       | Ремі                                                   |            |
| 2002 | Ліга                                  | Féroce                             | інспектор поліції                                      |            |
| 2002 | Живий                                 | Vivante                            | батько                                                 |            |
| 2002 | Перевізник                            | Transporter                        | інспектор Тарконі                                      |            |
| 2000 | Театр смерті                          | Promenons-nous dans les bois       | батько                                                 |            |
| 2000 | Принц перлинного острова              | Le prince du Pacifique             | комендант Лефевр                                       |            |
| 2000 | Актори                                | Les acteurs                        | Франсуа Негре                                          |            |
| 2000 | Шість                                 | Six-Pack                           | Тома                                                   |            |
| 1999 | Посмішка клоуна                       | Le sourire du clown                | Друо                                                   |            |
| 1999 | Романс                                | Romance                            | Робер                                                  |            |
| 1999 | Одна за усіх                          | Une pour toutes                    | неприєний пасажир                                      |            |
| 1999 | Мій маленький бізнес                  | Ma petite entreprise               | Максим Нессев                                          |            |
| 1999 | Стан паніки                           | La Débandade                       | доктор Натаф                                           |            |
| 1999 | Найщасливіше місце на Землі           | Le plus beau pays du monde         | Брафор                                                 |            |
| 1998 | У саме серце                          | En plein cœur                      |                                                        |            |
| 1998 | Школа плоті                           | L'école de la chair                |                                                        |            |
| 1998 | Вандомська площа                      | Place Vendôme                      | Ерік Маліве                                            |            |
| 1997 | Ідеальний чоловік                     | L'Homme idéal                      | людина Бальто                                          |            |
| 1997 | Сьоме небо                            | Le Septième Ciel                   | врач                                                   |            |
| 1997 | Фред                                  | Fred                               |                                                        |            |
| 1996 | Капітан Конан                         | Capitaine Conan                    | Був'є                                                  |            |
| 1996 | Нікому невідомий герой                | Un héros très discret              | месьє Жо                                               |            |
| 1995 | Потяг свободи                         | Les Milles: Le train de la liberté | лейтенант Буассе                                       |            |
| 1995 | Приманка                              | L'Appât                            | інспектор                                              |            |
| 1990 | Мілу у травні                         | Milou en mai                       | Даніель                                                |            |
| 1989 | Червоний оркестр                      | L'Orchestre rouge                  | Корбін                                                 |            |
| 1989 | В'язень Європи                        | L'Otage de l'Europe                | генерал Монтолен                                       |            |
| 1988 | Покер                                 | Poker                              | адвокат                                                |            |
| 1988 | Камілла Клодель                       | Camille Claude                     | доктор Мішо                                            |            |
| 1987 | До побачення, діти                    | Au revoir, les enfants             | панотець Мішель                                        |            |
| 1986 | Секрет жінки                          | La Femme secrète                   | Закарі Пасделуп                                        |            |
| 1985 | Суто особиста справа                  | Strictement personnel              | Жерар                                                  |            |
| 1984 | Марш в тіні (Вали звідси)             | Marche à l'ombre                   | скупник                                                |            |
| 1983 | Стелла                                | Stella                             | капітан в ангарі                                       |            |
| 1982 | Інформатор                            | La Balance                         | інспектор                                              |            |
| 1981 | Чоловіки віддають перевагу товстушкам | Les Hommes preferent les grosses   | Жульєн                                                 |            |
| 1981 | Дивна подорож                         | Un étrange voyage                  | свідок шахраїв                                         |            |
| 1978 | Мартен і Леа                          | Martin et Léa                      | інспектор                                              |            |

## Визнання
| Рік               | Категорія                     | Фільм                | Результат |
| ----------------- | ----------------------------- | -------------------- | --------- |
| Премія «Сезар»    |                               |                      |           |
| 2000              | Найкращий актор другого плану | Мій маленький бізнес | Перемога  |
| 2003              | Найкращий акторНайкращий      | Як скажеш            | Номінація |
| 2005              | Найкращий актор другого плану | Хористи              | Номінація |
| Золота зірка кіно |                               |                      |           |
| 2003              | Найкращий актор               | Як скажеш            | Перемога  |